# 安东尼·伯吉斯
約翰·安東尼·伯吉斯·威爾森（John Anthony Burgess Wilson）（1917年2月25日—1993年11月22日），筆名安东尼·伯吉斯，英国小说家，評論家及作曲家。他同時也是一名活躍的歌詞作者、詩人、編劇、新聞工作者、小品文作家、旅行作家、播報員、翻譯和教育家。小說《發條橘子》由斯坦利·库布里克拍成同名電影。
出生於英格蘭北部曼徹斯特一個天主教中產階級家庭，曾在東南亞、美國，以及濱鄰地中海的歐洲國家等地方生活與工作。
他的作品包括描寫大英帝國在遠東沒落時期的馬來亞三部曲（The Long Day Wanes: A Malayan Trilogy），描述一位隱退詩人和他的沉思的喜劇小說恩德比先生四部曲，描繪莎士比亞愛情生活的虛構消遣小說《沒什麼如太陽》（Nothing Like the Sun: A Story of Shakespeare's Love Life），探討道德選擇的《發條橙》（A Clockwork Orange），以及1980年發表，獲得評論者最高評價的《塵世權力》（Earthly Powers）。